# 4306 Dunaevskij
4306 Dunaevskij (1976 SZ5) là một tiểu hành tinh vành đai chính được phát hiện ngày 24 tháng 9 năm 1976 bởi N. S. Chernykh ở Nauchnyj.